# Episodi de Le nuove avventure di Guglielmo Tell (seconda stagione)
La seconda stagione della serie televisiva Le nuove avventure di Guglielmo Tell è stata trasmessa in anteprima negli Stati Uniti d'America dalla CBN Cable Network tra il 3 settembre 1988 e l'11 febbraio 1989.
| nº | Titolo originale            | Titolo italiano | Prima TV USA      | Prima TV Italia |
| -- | --------------------------- | --------------- | ----------------- | --------------- |
| 1  | Nightmare                   |                 | 3 settembre 1988  |                 |
| 2  | Birthright                  |                 | 10 settembre 1988 |                 |
| 3  | Trolls                      |                 | 17 settembre 1988 |                 |
| 4  | Nemesis                     |                 | 24 settembre 1988 |                 |
| 5  | The Pit                     |                 | 1º ottobre 1988   |                 |
| 6  | The Rock                    |                 | 8 ottobre 1988    |                 |
| 7  | The Taking of Castle Tanner |                 | 15 ottobre 1988   |                 |
| 8  | Fear                        |                 | 22 ottobre 1988   |                 |
| 9  | The Emperor (Part 1)        |                 | 29 ottobre 1988   |                 |
| 10 | The Emperor (Part 2)        |                 | 29 ottobre 1988   |                 |
| 11 | The Lost Crusader           |                 | 5 novembre 1988   |                 |
| 12 | Exit the Dragon             |                 | 12 novembre 1988  |                 |
| 13 | Actors                      |                 | 6 agosto 1988     |                 |
| 14 | Seekers of the Soul         |                 | 26 novembre 1988  |                 |
| 15 | Masterplan                  |                 | 3 dicembre 1988   |                 |
| 16 | Ladyship                    |                 | 10 dicembre 1988  |                 |
| 17 | The Promised Land           |                 | 17 dicembre 1988  |                 |
| 18 | Rejection                   |                 | 24 dicembre 1988  |                 |
| 19 | Message to Geneva           |                 | 7 gennaio 1989    |                 |
| 20 | The Electors                |                 | 14 gennaio 1989   |                 |
| 21 | The Inquisitor              |                 | 21 gennaio 1989   |                 |
| 22 | Amnesty                     |                 | 28 gennaio 1988   |                 |
| 23 | Blood Brothers              |                 | 4 febbraio 1989   |                 |
| 24 | Betrayal                    |                 | 11 febbraio 1989  |                 |